# Ferrari F50 GT
Ferrari F50 GT – wyścigowa wersja Ferrari F50 przeznaczona do walki w najsilniejszej wówczas klasy samochodów drogowych GT1. F50 GT wyposażony był w silnik o mocy 750 KM i rozpędzał się do 100 km/h w 2,9 sekundy, natomiast prędkość maksymalna wynosiła ponad 370 km/h. Samochód został także odchudzony i zmodyfikowany do walki z bolidami takimi jak Mercedes CLK-GTR, McLaren F1 GTR czy Porsche 911 GT1.

## Dane techniczne
Ogólne:
- Lata produkcji: 1996
- Liczba wyprodukowanych egzemplarzy: 3 (2 trafiły do prywatnych odbiorców)
- Projekt pojazdu: Pininfarina

Osiągi:
- Prędkość maksymalna: 376 km/h[1]
- Moc maksymalna: 750 KM przy 10500 obr./min[1]
- Maksymalny moment obrotowy: 520 N•m[1]
- 0-60 mph: 2,9 s[1]

Napęd:
- Typ silnika: V12
- Pojemność: 4698 cm3  (4,7 l)[1]
- Średnica cylindra x skok tłoka: 85x69 mm[1]
- Rozrząd: DOHC, 5 zaworów na cylinder[1]
- Napęd: napęd na tylną oś

## Dane techniczne modelu F50 GT
| Ferrari                   | F50 GT                                                                                            |
| ------------------------- | ------------------------------------------------------------------------------------------------- |
| Lata produkcji            | 1996                                                                                              |
| Liczba egzemplarzy        | 3 sztuki                                                                                          |
| Silnik                    | F130A 65º V12 12-cylindrowy, 60 zaworowy (czterosuwowy)                                           |
| Pojemność skokowa         | 4698 cm³                                                                                          |
| Napęd                     | tylny                                                                                             |
| Moc przy obr./min         | 560 kW (750 KM) przy 10500 obr./min                                                               |
| Max. moment obr.          | 520 Nm przy 8000 obr./min                                                                         |
| Sropień sprężania         | 11.5:1                                                                                            |
| Układ zaworów             | DOHC, łańcuch, 5 zaworów na cylinder, podwójny wałek rozrządu                                     |
| Skrzynia biegów           | 6-biegowa manualna                                                                                |
| Rozstaw osi               | 2580 mm                                                                                           |
| Masy D x S x W            | 4578 x 1986 x 1092 mm                                                                             |
| Masa własna               | 908 kg                                                                                            |
| Rozmiar kół / ogumienie   | przód: 245/35ZR-18 Goodyear Eagle F1 GS Fiorano tył: 335/30ZR-18 Goodyear Eagle F1 GS Fiorano     |
| Rozmiar tarcz hamulcowych | wentylowane ceramiczne hamulce tarczowe Brembo średnica tarcz - (przód: Ø 360 mm / tył: Ø 360 mm) |
| 0-100 km/h                | 2.9 s                                                                                             |
| 0-160 km/h                | 8.0 s                                                                                             |
| Prędkość maksymalna       | 378 km/h                                                                                          |